# Приватне життя феномена
«Приватне життя феномена»  — роман українського письменника Євгена Гуцала. Вийшов у 1982 році у видавництві «Радянський письменник». Роман є другим у трилогії, до якої увійшли також романи «Позичений чоловік» (1981) та «Парад планет» (1984).

## Анотація книги

### Україна
До нової книги відомого українського письменника увійшли два романи об'єднані спільними героями  — колгоспником із села Яблунівки Хомою Прищепою, його дружиною Мартохою, ладною позичити односельчанам все, навіть власного чоловіка, Одаркою Дармограїхою та ін. У новому творі відомого українського письменника використаний матеріал сучасного українського села. Життя, характеристики, проблематика відображені своєрідними засобами так званої химерної прози, де органічно поєднуються елементи реалістичні й фантастичні, широко використовується багатство народної творчості.

## Видання
- 1982 рік — видавництво «Радянський письменник»[3].